# هاینم
هاینم (به انگلیسی: Highnam) یک روستا و محله مدنی در بریتانیا است که در Tewkesbury Borough واقع شده‌است. هاینم ۱٬۹۳۶ نفر جمعیت دارد.